# Protodufourea wasbaueri
Protodufourea wasbaueri är en biart som beskrevs av Timberlake 1955. Protodufourea wasbaueri ingår i släktet Protodufourea och familjen vägbin. Inga underarter finns listade i Catalogue of Life.